# Hill Valley
Hill Valley is een fictieve stad in Californië die diende als plaats van handeling in de films Back to the Future en de daarop gebaseerde animatieserie Back to the Future: The Animated Series. In de films is Hill Valley in vier verschillende tijdperiodes te zien (1885, 1955, 1985 en 2015) zowel als een verstoorde, alternatieve 1985.
De naam "Hill Valley" is een oxymoron. Er wordt echter in het script van Back to the Future Part II vermeld dat Hill Valley is genoemd naar de oprichter van de stad, William "Bill" Hill. De naam is ook gelijkvormig aan die van Mill Valley, dat een echte stad is in Californië.

## Filmlocaties
Voor Back to the Future hadden de productieleiders overwogen het stadsplein te filmen in een bestaande stad van Petaluma te Californië. Maar zij realiseerden al gauw dat dit enorm veel geld ging kosten en dat het onpraktisch is om een echte plaats te veranderen voor de verschillende tijdperiodes. In plaats hiervan werd er gefilmd op de Universal Studios Lot, waar zij meer toezicht op hadden. De hoofdlocatie, bekend als het Courthouse Square (Gerechtsgebouwplein) bestaat reeds en is ook vroeger gebruikt voor vele films en televisieshows.
Veel auto's die verschenen in de 2015-scènes waren omgebouwd voor de film of werden digitaal door de computer gemaakt. Voorbeelden zijn de Ford Probe, Saab EV-1, Citroën DS 21, Pontiac Banshee (digitaal), Pontiac Fiero en de VW Beetle Bug. Sommige auto’s werden hergebruikt van andere sciencefictionfilms, zoals de "Star Car" van The Last Starfighter (1984) en een "Spinner" van Blade Runner (1982). De auto van Griff is een omgebouwde BMW-cabriolet.
Andere levensechte filmlocaties van een bekend punt uit Hill Valley, zijn de volgende:
- Doc zijn huis in 1955 is het Gamble House in Pasadena, Californië.
- Twin Pines Mall is eigenlijk de Puente Hills Mall gelegen in Industry, Californië.
- Martys Lyon Estates-huis in 1985 bevindt zich eigenlijk op de Roslyndale Avenue in Panorama City, Californië.
- Peabody’s Twin Pines Ranch is in het echt Golden Oaks Ranch die in het bezit is van The Walt Disney Company en is gebruikt in vele Disneyproducties.
- De huizen van George McFly en Lorraine Baines bevinden zich beide in South Pasadena, Californië.
- De trein die de DeLorean vooruitduwde en de futuristische trein waren geparkeerd in Port Hueneme, Californië.
- John F. Kennedy Drive is eigenlijk Victory Boulevard in Burbank, Californië.

## Geschiedenis
De volgende informatie beschrijft de plaatsen en gebeurtenissen die werden vertoond of genoemd in de drie films:

### Eerste vestiging
De stad Hill Valley werd in 1850 gevestigd en in 1865 verenigd. In de jaren tachtig van de negentiende eeuw was de stad verbonden met San Francisco door een spoorlijn. In 1885 werd er het nieuwe gemeentelijke gerechtsgebouw aangelegd. In dat jaar werd de nieuwe klok opgedragen voor het gebouw. De Shonash Ravine Bridge (De Shonash-ravijnbrug) werd in de zomer van 1886 afgemaakt. Rond dezelfde tijd werd de naam van het ravijn veranderd in Eastwood Ravine (voordat de tijdlijn veranderd was, heette het Clayton Ravine).

### Opgang en ondergang van het stadsplein
Het gebied rondom het gerechtsgebouw heeft zich in zeventig jaar ontwikkeld en is in de jaren 1950 een binnenstad van Hill Valley geworden. Een grasbedekt stadsplein is aangelegd vóór het gerechtsgebouw, terwijl winkels, theaters en cafés geopend werden aan de omringde straten. Op zaterdag 12 november 1955 om 22.04 uur sloeg een bliksem in het gerechtsgebouw, waardoor de klok op 22.04 uur bleef stilstaan. Op verzoek van de Hill Valley Preservation Society (Hill Valleys monumentenzorg) werd de klok nooit gerepareerd en werd het door de jaren heen een herkenningspunt voor Hill Valley. Ook wanneer Doc van de rand van de klokkentoren viel en er een stuk afbrak, is nooit gerepareerd. Dit kun je zien als Marty weer terug is in 1985 en in 2015, maar je ziet het niet in de alternatieve 1985.
Een tiental jaren later, zijn veel zaken van het stadsplein verhuisd of gesloten. De nieuwe zaken die werden vervangen zijn een tweedehandswinkel en een boekenwinkel voor volwassenen. Het gerechtsgebouw raakte in een bouwvallige toestand, terwijl er 's avonds door een zwerver (Marty noemde hem "Red") de parkbankjes werden gebruikt om te kunnen slapen. Er was ook ruimte nodig voor parkeergelegenheid. Het grasveld in het park voor het gerechtsgebouw werd veranderd in een parkeerplaats. "Dat was altijd een van de hoofdelementen van het verhaal, zelfs in de eerste staat van Hill Valley," zei scenarioschrijver Bob Gale in The Making of Back to the Future, "om een plaats te nemen en te laten zien wat er in een periode van dertig jaar kan gebeuren. Wat er met iedereen in zijn eigen stad gebeurt is hetzelfde ding. Ze hebben een winkelgebied gebouwd uit een rimboe en alle zaken binnen de stad hebben ze gesloten of veranderd."
In de 21e eeuw heeft het gebied in de binnenstad een herleving ondervonden. Het gerechtsgebouw is veranderd in een overdekt winkelgebied, zaken verhuisden weer terug naar de binnenstand en de parkeerplaats werd vervangen door een vijver. De klok op het gerechtsgebouw gaf nog steeds 22:04 weer. Daarom is het logo van het winkelgebied een bliksem die in de klokkentoren slaat.
Borden waarop staat “Welkom in Hill Valley” zijn te zien in 1955, 1985 en 2015. De borden van 1955 en 2015 bevatten beide symbolen van de Rotary, Kiwanis en Lions clubs. Bovendien heeft het bord van 1955 logo’s van YMCA, Jaycees en Future Farmers of America, terwijl het bord van 2015 logo’s bevatten van de buurtpreventie en de 4-H Club. Het “Welkom in Hill Valley”-bord in 1985 toont geen logo’s van clubs aan, maar toont alleen de naam van de burgemeester, Goldie Wilson. In de alternatieve 1985 loopt Marty over het bord, die dan is afgebroken en de letter ‘I’ is overgespoten door de letter ‘E’, waardoor de naam Hill Valley wordt veranderd in Hell Valley. Het bord toont geen naam van de burgemeester maar in plaats daarvan de woorden “A Nice Place to Live” (een mooie plaats om te wonen), dat ook te zien was in 1955.

### Alternatieve geschiedenis
In Back to the Future Part II wordt er een verschrikkelijke alternatieve geschiedenis van Hill Valley uitgebeeld. Dit kwam door de invloed van de machtige en corrupte Biff Tannen, die gokken legaliseerde in 1979. Tannens giftige afvalontginningsfabrieken werden in de binnenstad gebouwd, vervuilde de lucht en leidde tot gevaarlijke, versterkende, giftige gassen. Alle lokale zaken werden in de binnenstad gesloten of verplaatst en werden vervangen door stripclubs en boordelen. Tannen had ook de politie afgekocht. Dus de misdaad nam toe en motorbendes vestigde zich in de stad. De openbare basisschool van Hill Valley werd afgebrand en het gerechtsgebouw werd veranderd in Biff Tannen's Pleasure Paradise Casino en Hotel. De klok van het gerechtsgebouw staat nog steeds op 22:04 hoewel de schade die Doc heeft aangericht aan de rand van het gerechtgebouw in 1955, ineens verdwenen blijkt te zijn. Tevens heeft Biff George McFly (Marty’s vader) vermoord in 1973 zodat hij kon trouwen met George zijn vrouw Loraine (Marty’s moeder), hierdoor is hij een corrupte huisvader en stadheerser geworden.

## Locatie
In de films wordt gezegd dat Hill Valley in het noorden van Californië ligt, 19 km ten oosten van Grass Valley, en met een spoorweg verbonden is aan San Francisco. Een probleem met deze locatie is wanneer Doc en Marty terug in Hill Valley aankomen om 06:00 op 12 november 1955, in Back to the Future Part II, beweert Doc dat de zon over 22 minuten opkomt. Dit zou kunnen kloppen met de werkelijke tijd van de zonsopgang in Los Angeles te Californië op die datum (06:22 PST). Maar je kunt aantonen dat Hill Valley niet in het noorden van Californië ligt, vooral door het gebied van Grass Valley, want daar kwam de zon op om 06:43 PST op die datum. De U.S. Route 395 loopt door Hill Valley, een wegwijzer geeft aan dat het stadsplein daar in de buurt is. Ook geeft de wegwijzer de U.S. Route 8 weer. Hill Valleys Courthouse Square ligt direct onder de Skyway C12 in het jaar 2015, die naar Phoenix, Boston en Londen gaat. De stad bevindt zich op een heuvel onder aan een berg. De stad heeft blijkbaar een gematigd, al is het dan een halfdroog klimaat, en in Back to the Future Part III ligt er een woestijn binnen een loopafstand van de stad, in de buurt daarvan ligt er een meer dat in de winter dichtvriest.

## Terugkerende plaatsen
Menige familiezaken in Hill Valley zijn van vader op zoon doorgegeven. Een gevolg daarvan is dat de stad verandert, maar de zaken die van de ene generatie op de andere gaan, worden nauwelijks veranderd alleen gemoderniseerd. Deze terugkerende elementen waren een bedachtzame keus van de filmmakers. De productieontwerper van Back to the Future Part II, Rick Carter, citeerde in het bonusmateriaal van de dvd, “De toekomst is gebaseerd op het heden.” Regisseur Robert Zemeckis voegde hieraan toe dat het doorlopend verband tussen de verschillende tijdperken in de geschiedenis van Hill Valley een voorbeeld is van het gezegde, “de meeste dingen veranderen, maar de meeste blijven hetzelfde”.
De onderstaande lijst geeft zulke plaatsen weer. Wanneer een plaats niet wordt getoond of genoemd in de film, staat er Onbekend. Als een plaats algemeen gelijk is gebleven met het voorafgaande tijdperk, staat er Hetzelfde. Sommige gebouwen uit het jaar 1885 zijn eigenlijk verder in de straat getoond en niet in de eerste twee films.
| plaats № | 1885                                                                                 | 1955                                                           | 1985 (#1&#2)                                                                                 | alternatieve 1985 (#3)                                                                      | 2015 |
| -------- | ------------------------------------------------------------------------------------ | -------------------------------------------------------------- | -------------------------------------------------------------------------------------------- | ------------------------------------------------------------------------------------------- | --- |
| 1        | Hill Valley Courthouse (Gerechtsgebouw) & Clock Tower (klokkentoren) (in aanleg)     | Hill Valley Courthouse                                         | Hill Valley Courthouse - Department of Social Services (Afdeling van Overheidsvoorzieningen) | Biff Tannen's Pleasure Paradise Casino & Hotel (uit het gerechtsgebouw gemaakt)             | Hill Valley Courthouse Mall (Gerechtsgebouw Winkelcentrum)                                                    |
| 2        | Niets                                                                                | Town Theater (Stadstheater)                                    | Town Theater (als een kerk)                                                                  | Biffco Toxic Waste Reclamation Plant (Gifafvalontginningsfabriek)                           | Hill Valley Museum of Art (Kunstmuseum)                                                                       |
| 3        | Niets                                                                                | Holt’s Diner (Restaurant)                                      | Elmo's Rib                                                                                   | War Zone Café                                                                               | Fusion Bar |
| 4        | Honest Joe Statler's Fine Horses (op een andere locatie is deze plek eigenlijk leeg) | Statler Studebaker                                             | Statler Toyota                                                                               | Adult Toys (seksshop)                                                                       | Statler Pontiac Sales and Hover Conversions (Verkoop en Zweefbekering)                                        |
| 5        | Wells Fargo & Co                                                                     | Ruth's Frock Shop                                              | Goodwill Industries                                                                          | Tanya Exotic Sex Goddess (Exotische Seksgodin)                                              | Hill Valley Gifts (Geschenken)                                                                                |
| 6        | Niets                                                                                | Jacobson & Field Attorneys at Law                              | Lege winkel                                                                                  | Bad Rap Bail Bonds                                                                          | Simulex |
| 7        | Gebouw in aanleg                                                                     | Western Auto Stores                                            | Lege winkel (Vertoont: “Herkies Burgemeester Goldie Wilson”-campagneplaat)                   | SAGE                                                                                        | Sight Sound and Mind (Beeld Geluid en Gedachten)                                                              |
| 8        | Niets                                                                                | Bluebird Motel                                                 | Lege winkel (Vertoont: “Buiten Bedrijf”-plaat)                                               | Video Nude Hardcore Movies (Naakte Hardcore Films)                                          | Mr. Perfect All Natural Steroids                                                                              |
| 9        | Niets                                                                                | Elite Barber Shop (Kapsalon)                                   | Lege winkel (Plaat op raam toont: “Wij zijn verhuisd naar de Twin Pines Mall”)               | Onbekend                                                                                    | Flying High Kite Store                                                                                        |
| 10       | Niets                                                                                | Hill Valley Stationers (Kantoorboekhandelaar)                  | Cupid's Adult Book Store (Boekenwinkel voor volwassenen)                                     | Hell Hole XXX                                                                               | Eclipse - Contemporary & Traditional Lighting Store (Verduistering – Hedendaagse & Traditionele Lampenwinkel) |
| 11       | Niets                                                                                | Zale's Jewelers                                                | Abrams Brokerage Corporation (Makelaardijbedrijf)                                            | Onbekend                                                                                    | Pizza Hut |
| 12       | Onbekend                                                                             | J.D. Armstrong Realty                                          | Loans                                                                                        | Onbekend                                                                                    | True Blues |
| 13       | Onbekend                                                                             | Ask Mr. Foster Travel Service (Vraag Mr. Foster Reisbediening) | Hetzelfde                                                                                    | Onbekend                                                                                    | Uniglobe Travel                                                                                               |
| 14       | Marshal’s Office (Politiebureau)                                                     | Bank of America                                                | Hetzelfde                                                                                    | Naughty XXX                                                                                 | Hill Valley Transit (Tweede verdieping: reclame Goldie Wilson Hover Conversions)                              |
| 15       | Palace Saloon (Gevestigd vóór Lou's Café)                                            | Lou's Café                                                     | Lou's Fitness Aerobics Center                                                                | DeeDee Delight BAR                                                                          | Café 80's |
| 16       | Onbekend                                                                             | Roy's Record Store                                             | The Third Eye                                                                                | Onbekend                                                                                    | Blast From The Past: Antique Store                                                                            |
| 17       | Onbekend                                                                             | Texaco tankstation met optimale bediening                      | Texaco tankstation                                                                           | Onbekend tankstation                                                                        | 7-Eleven (begane grond) en Texaco automated Havoline station (tweede verdieping)                              |
| 18       | Onbekend                                                                             | Hal's Bike Shop                                                | Hog Heaven                                                                                   | Onbekend                                                                                    | The Bot Shoppe                                                                                                |
| 19       | Livery and Feed Stable (Stalhouderij)                                                | Lawrence Building                                              | Broadway Florist                                                                             | Onbekend                                                                                    | Hill Valley Surrogate Parenting Center (Opvangcentrum)                                                        |
| 20       | Gebouw in aanleg                                                                     | Essex Theater (als een hoofdstroom filmhuis)                   | Essex Theater (als een pornofilmhuis, voorstelling "Orgy, American Style")                   | Onbekend                                                                                    | Holomax Theater                                                                                               |
| 21       | Hill Valley Telegraph                                                                | Hetzelfde                                                      | Hetzelfde                                                                                    | Onbekend (Hill Valley Telegraph is er nog steeds maar waarschijnlijk op een andere locatie) | Onbekend (gebouw dat de verkeersinformatie toont)                                                             |
| 22       | A. Jones Manure Handling (Mesthandelaar)                                             | D. Jones Manure Handling                                       | Onbekend                                                                                     | Onbekend                                                                                    | |
| 23       | Onbekend                                                                             | Twin Pines Ranch (gevestigd vóór Twin/Lone Pine(s) Mall)       | Twin Pines Mall (wordt Lone Pine Mall nadat Marty een boom in 1955 omverrijdt)               | Onbekend                                                                                    | Onbekend |
| 24       | Niets                                                                                | Lyon Estates (in ontwikkeling)                                 | Lyon Estates                                                                                 | Hetzelfde                                                                                   | Onbekend |
| 25       | Niets                                                                                | Niets                                                          | Hilldale (in ontwikkeling)                                                                   | Onbekend                                                                                    | Hilldale |
| 26       | Sheriff                                                                              | Hill Valley Police Department (Politiebureau)                  | Hetzelfde                                                                                    | Hill Valley Police Department (eigendom van Biff)                                           | Hill Valley Police Department                                                                                 |
| 27       | Hill Valley School (in een ander gebouw dan de latere scholen)                       | Hill Valley High School                                        | Hetzelfde                                                                                    | Niets (de school is zes jaar eerder afgebrand)                                              | Hill Valley Remedial School                                                                                   |
| 28       | Niets                                                                                | Pohatchee Drive-In Theater                                     | Onbekend                                                                                     | Onbekend                                                                                    | Onbekend |

## Aparte plaatsen
Ondanks Hill Valleys opmerkelijke vastheid aan enkele zaken die verschijnen en verdwijnen in de loop van de jaren, zijn er ook diensten die eenmalig in een bepaalde periode voorkomen. In de onderstaande lijst staan zaken die niet gelijkwaardig zijn in de andere periodes.

### 1885
- Wells Fargo & Co.
- Marshal's office (politiebureau)
- General Mercantile
- Geweermaker
- Badhuis
- Kleermaker
- Begrafenisondernemer
- Meubelmaker
- Vleeshandel
- Hoefsmid

### 1955
- Hill Valley Stationers (kantoorboekhandelaren)
- Armstrong Realty
- Louis Watch Maker (horlogemaker)
- Gaynor’s Hideaway (geheime schuilplaats)
- Roy's Records (platenwinkel)
- Elite Kapper
- Blue Bird Motel
- Western Auto
- Hal's Bike Shop (fietsenwinkel)

### 1985
- Sociale Dienst
- Cupid's Adult Book Store
- Goodwill Industries
- The Third Eye
- Hog Heaven
- Broadway Florist
- Burger King
- Toys "R" Us
- JCPenney (in het winkelgebied)
- Robinson's (in het winkelgebied)
- Fox Photo (op de parkeerplaats van het winkelcentrum)

### Alternatieve 1985
- Biffco Realty
- Biffco Nuclear Power Plant (kernafval-ontginningsfabrieken)

### 2015
- Blast From The Past
- Simulex
- True Blues
- Eclipse - Contemporary & Traditional Lighting Store (Verduistering – Hedendaagse & Traditionele Lampenwinkel)
- Flying High Kite Store
- Hill Valley Surrogate Parenting Center (Opvangcentrum)
- Bottoms Up: A Plastic Surgery Franchise
- The Bot Shoppe
- Mr. Perfect All Natural Steroids
- Luxor Taxi Cab Co.
- Hill Valley Transit
- Hill Valley Gifts (Geschenken)
- Hyatas Japanese Market
- USA Today Hill Valley Edition
- Wilson Hover Conversions
- Domino's Hardware